# Hermann Emil Fischer
Hermann Emil Fischer (9. října 1852, Euskirchen – 15. července 1919) byl německý chemik, nositel Nobelovy ceny za chemii v roce 1902. Fischer syntetizoval cukry a určil jejich strukturu. Je podepsán i pod řadou jiných syntéz a objevů. Je také autorem Fischerovy projekce.

## Život
Hermann Emil Fischer se narodil 9. října 1852 v Euskirchenu. Jeho otec byl úspěšným obchodníkem. Navštěvoval místní školu, pak školu ve Wetzlaru a Bonnu, kde složil závěrečnou zkoušku roku 1852. Roku 1871 nastoupil na univerzitu v Bonnu, kde studoval chemii.